# Liste der Nummer-eins-Hits in Italien (1992)
Diese Liste der Nummer-eins-Hits basiert auf den Charts des italienischen Musikmagazins Musica e dischi im Jahr 1992. Es gab in diesem Jahr elf Nummer-eins-Singles und elf Nummer-eins-Alben.

## Singles
| ← 1991 ← | Liste der Nummer-eins-Hits in Italien (M&D) | Liste der Nummer-eins-Hits in Italien (M&D) | Liste der Nummer-eins-Hits in Italien (M&D)                                                             | 1993 → |
| \| Zeitraum \| Wo. ges. \| Interpret \| Titel Autor(en) \| Zusätzliche Informationen \| \| (Zeitraum, Wochen auf Platz eins, Interpret, Titel, Autor[en], zusätzliche Informationen) \| \| \| \| \| \| ----------------------------------------------------------------------------------------- \| -------- \| --------------------------- \| ------------------------------------------------------------------------------------------------------- \| ---------------------------------------------------------------------------------------------------------------------------------------------------- \| \| 49. Woche 1991 – 1. Woche 1992 5 Wochen \| 5 \| Michael Jackson \| Black or White Michael Jackson, Bill Bottrell \| – \| \| 2.–3. Woche 2 Wochen \| 2 \| U2 \| Mysterious Ways U2, Bono \| – \| \| 4.–10. Woche 7 Wochen \| 7 \| George Michael & Elton John \| Don’t Let the Sun Go Down on Me Elton John, Bernie Taupin \| – \| \| 11.–15. Woche 5 Wochen \| 5 \| Bruce Springsteen \| Human Touch Bruce Springsteen \| Die Single stieg direkt auf Platz eins ein. \| \| 16.–22. Woche 7 Wochen \| 7 \| Annie Lennox \| Why Annie Lennox \| Die britische Sängerin war mit dem Lied zuvor beim Sanremo-Festival 1992 aufgetreten. \| \| 23.–36. Woche 14 Wochen \| 14 \| SNAP! \| Rhythm Is a Dancer Thea Austin, Durron Butler, Benito Benites, John „Virgo“ Garrett III \| – \| \| 37.–38. Woche 2 Wochen \| 2 \| 883 \| Hanno ucciso l’uomo ragno Max Pezzali, Mauro Repetto \| Das Popduo nahm mit diesem Lied an der diesjährigen Ausgabe des Wettbewerbs Festivalbar teil und landete den ersten Nummer-eins-Hit seiner Karriere. \| \| 39.–42. Woche 4 Wochen \| 4 \| Madonna \| This Used to Be My Playground Madonna, Shep Pettibone, Anthony Shimkin \| – \| \| 43.–49. Woche 7 Wochen \| 7 \| Madonna \| Erotica Madonna, Shep Pettibone, Anthony Shimkin, Kool & the Gang \| – \| \| 50. Woche 1 Woche \| 1 \| Felix \| Don’t You Want Me Derek A. Jenkins, Dwayne Richardson, Paul Scott, Joanne Thomas, Felix, Cheri Williams \| – \| \| 51. Woche 1992 – 1. Woche 1993 4 Wochen \| 4 \| Madonna \| Deeper and Deeper Madonna, Shep Pettibone, Anthony Shimkin \| – \| |                                             |                                             | | |
| ← 1991 |                                             |                                             | | → 1993 → |
| Zeitraum | Wo. ges.                                    | Interpret                                   | Titel Autor(en)                                                                                         | Zusätzliche Informationen |
| (Zeitraum, Wochen auf Platz eins, Interpret, Titel, Autor[en], zusätzliche Informationen) |                                             |                                             | | |
| 49. Woche 1991 – 1. Woche 1992 5 Wochen | 5                                           | Michael Jackson                             | Black or White Michael Jackson, Bill Bottrell                                                           | – |
| 2.–3. Woche 2 Wochen | 2                                           | U2                                          | Mysterious Ways U2, Bono                                                                                | – |
| 4.–10. Woche 7 Wochen | 7                                           | George Michael & Elton John                 | Don’t Let the Sun Go Down on Me Elton John, Bernie Taupin                                               | – |
| 11.–15. Woche 5 Wochen | 5                                           | Bruce Springsteen                           | Human Touch Bruce Springsteen                                                                           | Die Single stieg direkt auf Platz eins ein. |
| 16.–22. Woche 7 Wochen | 7                                           | Annie Lennox                                | Why Annie Lennox                                                                                        | Die britische Sängerin war mit dem Lied zuvor beim Sanremo-Festival 1992 aufgetreten.                                                                |
| 23.–36. Woche 14 Wochen | 14                                          | SNAP!                                       | Rhythm Is a Dancer Thea Austin, Durron Butler, Benito Benites, John „Virgo“ Garrett III                 | – |
| 37.–38. Woche 2 Wochen | 2                                           | 883                                         | Hanno ucciso l’uomo ragno Max Pezzali, Mauro Repetto                                                    | Das Popduo nahm mit diesem Lied an der diesjährigen Ausgabe des Wettbewerbs Festivalbar teil und landete den ersten Nummer-eins-Hit seiner Karriere. |
| 39.–42. Woche 4 Wochen | 4                                           | Madonna                                     | This Used to Be My Playground Madonna, Shep Pettibone, Anthony Shimkin                                  | – |
| 43.–49. Woche 7 Wochen | 7                                           | Madonna                                     | Erotica Madonna, Shep Pettibone, Anthony Shimkin, Kool & the Gang                                       | – |
| 50. Woche 1 Woche | 1                                           | Felix                                       | Don’t You Want Me Derek A. Jenkins, Dwayne Richardson, Paul Scott, Joanne Thomas, Felix, Cheri Williams | – |
| 51. Woche 1992 – 1. Woche 1993 4 Wochen | 4                                           | Madonna                                     | Deeper and Deeper Madonna, Shep Pettibone, Anthony Shimkin                                              | – |

## Alben
| ← 1991 ← | Liste der Nummer-eins-Alben in Italien (M&D) | Liste der Nummer-eins-Alben in Italien (M&D) | Liste der Nummer-eins-Alben in Italien (M&D) | 1993 →                                                                                  |
| \| Zeitraum \| Wo. ges. \| Interpret \| Titel \| Zusätzliche Informationen \| \| (Zeitraum, Wochen auf Platz eins, Interpret, Titel, zusätzliche Informationen) \| \| \| \| \| \| ------------------------------------------------------------------------------ \| -------- \| -------------------- \| ------------------------- \| --------------------------------------------------------------------------------------- \| \| 48. Woche 1991 – 6. Woche 1992 11 Wochen (insgesamt 12) \| 12 \| Queen \| Greatest Hits II \| – \| \| 7.–8. Woche 2 Wochen \| 2 \| Luca Carboni \| Carboni \| – \| \| 9. Woche 1 Woche (insgesamt 12) \| 12 \| Queen \| Greatest Hits II \| – \| \| 10.–13. Woche 4 Wochen \| 4 \| Various Artists \| SuperSanremo 1992 \| Die Kompilation zum Sanremo-Festival 1992. \| \| 14.–17. Woche 4 Wochen \| 4 \| Bruce Springsteen \| Human Touch \| – \| \| 18.–22. Woche 5 Wochen \| 5 \| Annie Lennox \| Diva \| – \| \| 23.–27. Woche 5 Wochen \| 5 \| Queen \| Live at Wembley ’86 \| – \| \| 28.–33. Woche 6 Wochen \| 6 \| Elton John \| The One \| – \| \| 34.–37. Woche 4 Wochen \| 4 \| 883 \| Hanno ucciso l’uomo ragno \| Das Debütalbum des Popduos konnte die Spitze erst in seiner 14. Top-20-Woche erreichen. \| \| 38.–40. Woche 3 Wochen \| 3 \| Francesco De Gregori \| Canzoni d’amore \| – \| \| 41.–49. Woche 9 Wochen \| 9 \| Zucchero \| Miserere \| – \| \| 50.–52. Woche 3 Wochen \| 3 \| Freddie Mercury \| The Freddie Mercury Album \| Das Sammelalbum wurde knapp ein Jahr nach Mercurys Tod veröffentlicht. \| |                                              |                                              |                                              |                                                                                         |
| ← 1991 |                                              |                                              |                                              | → 1993 →                                                                                |
| Zeitraum | Wo. ges.                                     | Interpret                                    | Titel                                        | Zusätzliche Informationen                                                               |
| (Zeitraum, Wochen auf Platz eins, Interpret, Titel, zusätzliche Informationen) |                                              |                                              |                                              |                                                                                         |
| 48. Woche 1991 – 6. Woche 1992 11 Wochen (insgesamt 12) | 12                                           | Queen                                        | Greatest Hits II                             | –                                                                                       |
| 7.–8. Woche 2 Wochen | 2                                            | Luca Carboni                                 | Carboni                                      | –                                                                                       |
| 9. Woche 1 Woche (insgesamt 12) | 12                                           | Queen                                        | Greatest Hits II                             | –                                                                                       |
| 10.–13. Woche 4 Wochen | 4                                            | Various Artists                              | SuperSanremo 1992                            | Die Kompilation zum Sanremo-Festival 1992.                                              |
| 14.–17. Woche 4 Wochen | 4                                            | Bruce Springsteen                            | Human Touch                                  | –                                                                                       |
| 18.–22. Woche 5 Wochen | 5                                            | Annie Lennox                                 | Diva                                         | –                                                                                       |
| 23.–27. Woche 5 Wochen | 5                                            | Queen                                        | Live at Wembley ’86                          | –                                                                                       |
| 28.–33. Woche 6 Wochen | 6                                            | Elton John                                   | The One                                      | –                                                                                       |
| 34.–37. Woche 4 Wochen | 4                                            | 883                                          | Hanno ucciso l’uomo ragno                    | Das Debütalbum des Popduos konnte die Spitze erst in seiner 14. Top-20-Woche erreichen. |
| 38.–40. Woche 3 Wochen | 3                                            | Francesco De Gregori                         | Canzoni d’amore                              | –                                                                                       |
| 41.–49. Woche 9 Wochen | 9                                            | Zucchero                                     | Miserere                                     | –                                                                                       |
| 50.–52. Woche 3 Wochen | 3                                            | Freddie Mercury                              | The Freddie Mercury Album                    | Das Sammelalbum wurde knapp ein Jahr nach Mercurys Tod veröffentlicht.                  |